# 賽歐 (紐約州普查規定居民點)
賽歐（英語：Scio）是位於美國紐約州亞利加尼縣的普查規定居民點。

## 人口
根據2020年美國人口普查的數據，賽歐的面積為3.43平方千米，皆為陸地。當地共有人口525人，而人口密度為每平方千米153.06人。